# Supercopa de Armenia
La Supercopa de Armenia es una competición entre clubes de fútbol de Armenia disputada anualmente por el campeón de la Liga Premier de Armenia y el campeón de Copa de Armenia. La competición, cuyo nombre oficial es Supercopa de Armenia Hakob Tonoyan, se fundó en 1997 y suele disputarse cada mes de mayo a partido único.
El club que más títulos de Supercopa tiene es el FC Pyunik Ereván con diez, mientras que el primer club en conseguir el título fue el FC Shirak Gyumri en su primera edición en 1996.

## Palmarés
| Temporada | Campeón           | Resultado        | Finalista          | Sede de la final               |
| --------- | ----------------- | ---------------- | ------------------ | ------------------------------ |
| 1996      | FC Shirak Gyumri  | 3 - 1            | FC Pyunik Ereván   | Estadio Hrazdan, Ereván        |
| 1997      | FC Pyunik Ereván  | 2 - 0            | FC Ararat Ereván   | Estadio Hrazdan, Ereván        |
| 1998      | FC Tsement Ararat | 1 - 1 (4-3 pen.) | FC Shirak Gyumri   | Estadio Hrazdan, Ereván        |
| 1999      | FC Shirak Gyumri  | 2 - 1            | FC Tsement Ararat  | Estadio Hrazdan, Ereván        |
| 2000      | No disputada      | No disputada     | No disputada       | No disputada                   |
| 2001      | No disputada      | No disputada     | No disputada       | No disputada                   |
| 2002      | FC Pyunik Ereván  | 2 - 1            | FC Mika Ereván     | Estadio Republicano, Ereván    |
| 2003      | FC Shirak Gyumri  | 2 - 1            | FC Pyunik Ereván   | Estadio Republicano, Ereván    |
| 2004      | FC Pyunik Ereván  | 1 - 0            | FC Mika Ereván     | Estadio Republicano, Ereván    |
| 2005      | FC Pyunik Ereván  | 1 - 0            | FC Banants Ereván  | Estadio Republicano, Ereván    |
| 2006      | FC Mika Ereván    | 3 - 2            | FC Pyunik Ereván   | Estadio Republicano, Ereván    |
| 2007      | FC Pyunik Ereván  | 2 - 1            | FC Mika Ereván     | Estadio Republicano, Ereván    |
| 2008      | FC Pyunik Ereván  | 1 - 0            | FC Banants Ereván  | Estadio Hrazdan, Ereván        |
| 2009      | FC Ararat Ereván  | 2 - 1            | FC Pyunik Ereván   | Estadio Republicano, Ereván    |
| 2010      | FC Pyunik Ereván  | 2 - 0            | FC Banants Ereván  | Estadio Republicano, Ereván    |
| 2011      | FC Pyunik Ereván  | 3 - 0            | FC Banants Ereván  | Estadio Republicano, Ereván    |
| 2012      | FC Mika Ereván    | 0 - 0 (5-3 pen.) | Ulisses Ereván FC  | Estadio Republicano, Ereván    |
| 2013      | FC Shirak Gyumri  | 2 - 0            | FC Pyunik Ereván   | Estadio Republicano, Ereván    |
| 2014      | FC Banants Ereván | 3 - 0            | FC Pyunik Ereván   | Estadio de la Academia, Ereván |
| 2015      | FC Pyunik Ereván  | 3 - 0            | FC Mika Ereván     | Estadio Republicano, Ereván    |
| 2016      | Alashkert FC      | 1 - 1 (3-2 pen.) | FC Banants Ereván  | Estadio Republicano, Ereván    |
| 2017      | FC Shirak Gyumri  | 2 - 0            | Alashkert FC       | Estadio Republicano, Ereván    |
| 2018      | Alashkert FC      | 2 - 0            | Gandzasar Kapan FC | Estadio Republicano, Ereván    |
| 2019      | Ararat-Armenia    | 3 - 2 (t. s.)    | Alashkert FC       | Estadio Republicano, Ereván    |
| 2020      | FC Noah           | 2 - 1            | Ararat-Armenia     | Estadio de la Academia, Ereván |
| 2021      | Alashkert FC      | 1 - 0            | Ararat Ereván      | Estadio de la Academia, Ereván |
| 2022      | FC Pyunik Ereván  | adjudicada       | Noravank SC        |                                |
| 2023      | FC Shirak Gyumri  | 0 - 0 (6-5 pen.) | FC Urartu          | Estadio de la ciudad, Armavir  |
| 2024      | Ararat-Armenia    | 4 - 0            | FC Pyunik Ereván   | Estadio Republicano, Ereván    |

## Títulos por club
| Club                           | Campeón | Años campeón                                               | Subcampeón | Años Subcampeón                          |
| ------------------------------ | ------- | ---------------------------------------------------------- | ---------- | ---------------------------------------- |
| FC Pyunik Ereván               | 10      | 1997, 2001, 2004, 2005, 2007, 2008, 2010, 2011, 2015, 2022 | 7          | 1996, 2003, 2006, 2009, 2013, 2014, 2024 |
| FC Shirak Gyumri               | 6       | 1996, 1999, 2002, 2013, 2017, 2023                         | 1          | 1998                                     |
| Alashkert FC                   | 3       | 2016, 2018, 2021                                           | 2          | 2017, 2019                               |
| Ararat-Armenia                 | 2       | 2019, 2024                                                 | 1          | 2020                                     |
| FC Mika Ereván †               | 2       | 2006, 2012                                                 | 4          | 2002, 2004, 2007, 2015                   |
| FC Urartu (FC Banants)         | 1       | 2014                                                       | 6          | 2005, 2008, 2010, 2011, 2016, 2023       |
| FC Ararat Ereván               | 1       | 2009                                                       | 2          | 1997, 2021                               |
| FC Spartak Yerevan (Tsement) † | 1       | 1998                                                       | 1          | 1999                                     |
| FC Noah                        | 1       | 2020                                                       | 0          | -----                                    |
| Ulisses Ereván FC †            | -       | -----                                                      | 1          | 2012                                     |
| Gandzasar Kapan FC             | -       | -----                                                      | 1          | 2018                                     |
| Noravank SC †                  | -       | -----                                                      | 1          | 2022                                     |

- † Equipo desaparecido.